# 通用微分方程
通用微分方程是一種非平凡的微分代數方程，其解可以在實數線上的任何區域逼近任何連續函數，可以到任意的精準度。此概念是由美國數學家李·艾伯特·鲁貝爾在1981年提出。
若要精確表示，微分方程{\displaystyle P(y',y'',y''',...,y^{(n)})=0}是通用微分方程，若針對任意連續實值函數{\displaystyle f}以及任意正值連續函數{\displaystyle \varepsilon }，存在{\displaystyle P(y',y'',y''',...,y^{(n)})=0}的光滑解{\displaystyle y}，使得針對所有{\displaystyle x\in \mathbb {R} }，{\displaystyle |y(x)-f(x)|<\varepsilon (x)}都成立。
通用微分方程的存在一開始視為是類似類比電腦的通用圖靈機，因為香農識別到通用類比電腦的結果和代數微分方程的解相同。不過通用微分方程和通用圖靈機不同，通用微分方程無法分析系統的演進，只能舉出系統演進需要滿足的條件。

## 範例
- Rubel在1981年發現第一個通用微分方程，是四階的隱式微分方程[1][2]： {\displaystyle 3y^{\prime 4}y^{\prime \prime }y^{\prime \prime \prime \prime 2}-4y^{\prime 4}y^{\prime \prime \prime 2}y^{\prime \prime \prime \prime }+6y^{\prime 3}y^{\prime \prime 2}y^{\prime \prime \prime }y^{\prime \prime \prime \prime }+24y^{\prime 2}y^{\prime \prime 4}y^{\prime \prime \prime \prime }-12y^{\prime 3}y^{\prime \prime }y^{\prime \prime \prime 3}-29y^{\prime 2}y^{\prime \prime 3}y^{\prime \prime \prime 2}+12y^{\prime \prime 7}=0}
- Duffin發現了一組通用微分方程[3]：

{\displaystyle n^{2}y^{\prime \prime \prime \prime }y^{\prime 2}+3n(1-n)y^{\prime \prime \prime }y^{\prime \prime }y^{\prime }+\left(2n^{2}-3n+1\right)y^{\prime \prime 3}=0}和{\displaystyle ny^{\prime \prime \prime \prime }y^{\prime 2}+(2-3n)y^{\prime \prime \prime }y^{\prime \prime }y^{\prime }+2(n-1)y^{\prime \prime 3}=0}，其解是class {\displaystyle C^{n}}，n > 3。
- Briggs提出了另外一組通用微分方程，是建構在雅可比橢圓函數上的[4]：

{\displaystyle y^{\prime \prime \prime \prime }y^{\prime 2}-3y^{\prime \prime \prime \prime }y^{\prime \prime }y^{\prime }+2\left(1-n^{-2}\right)y^{\prime \prime 3}=0}，其中n > 3。

## 外部連結
- Wolfram Mathworld page on UDEs （页面存档备份，存于）